# NGC 1643
NGC 1643 è una galassia a spirale situata nella costellazione dell'Eridano, a una distanza di circa 232 milioni di anni luce dalla nostra Via Lattea.

## Scoperta
La galassia è stata scoperta il 28 novembre 1786 dall'astronomo britannico di origine tedesca William Herschel.

## Descrizione
NGC 1643 ha una classe di luminosità II-III e presenta una larga riga a 21 cm dell'idrogeno neutro.

## Supernova
Due supernove sono state scoperte all'interno di NGC 1643: SN 1995G e SN 1999et.

### SN 1995G
La supernova è stata scoperta il 23 febbraio 1995 dall'astronomo amatoriale australiano Robert Evans oltre che da J. Shobbrook e S. Beaman utilizzando il telescopio da 1 metro dell'Università Nazionale Australiana dell'Osservatorio di Siding Spring. La supernova è stata classificata di tipo IIP.

### SN 1999et
La supernova è stata scoperta il 4 novembre 1999 da Enrico Cappellaro della Specola di Padova. La supernova è stata classificata di tipo II.